# Suárez (apellido)
Suárez es un apellido patronímico del nombre propio Suaro, Suero, Xuero, o Chuero que derivó en Suárez, Xuárez y Juárez. En heráldica presentan diversas armas.

## Origen etimológico
Aunque su etimología parece claramente tener un origen patronímico, derivando del nombre de pila Suero, hoy en desuso, pero habitual en la Edad Media, el origen del nombre y por tanto su significado admite diversas teorías:
Así, por ejemplo, Joaquín Caridad Arias, en su tesis Los fenómenos de homonimia y homofonía en la toponomástica y su repercusión en las etimologías cultistas y populares de la Europa Occidental, propone que Suero viene del antropónimo celta «Surus», como nombre teofórico de la divinidad celta que se llamó Sirona, Đirona, Stirona o Tsirona, sobre la raíz stēr (en latín «stella», "estrella").
El nombre de Sirona:
El nombre de la diosa estaba escrito de varias maneras: Sirona , Đirona , Tsirona , Thirona , [1] indicando cierta dificultad para captar el sonido inicial en el alfabeto latino. El símbolo Đ se usa aquí para representar tau gallicum , una letra adicional utilizada en galo que representa el grupo ts que era intercambiable con st - en la posición inicial de la palabra [2] [3] y no es una forma de la letra "D ". La raíz es una vocal larga variante gala del protocelta *ster- ( *h 2 ster ) que significa "estrella". [4] La misma raíz se encuentra en irlandés antiguo como ser , galés seren , sterenn de Cornualles medio y bretón steren(n) . [5] El nombre Đirona consiste en una vocal larga, raíz o -grado tsīro- derivada de la raíz *ster- y un sufijo -no- que forma adjetivos que indican "una pertenencia" en muchas lenguas indoeuropeas. [6] Alternativamente, puede ser un sufijo aumentativo -on- que se encuentra en muchos nombres y epítetos divinos celtas. A esto se le añade el sufijo femenino singular galo -a , la variante femenina habitual de los adjetivos y sustantivos de raíz o. [7] Entonces *Tsīrona parece haber significado 'estelar' o 'astral'.
Gutierre Tibón, en su Diccionario Etimológico Comparado de los Apellidos Españoles, Hispanoamericanos y Filipinos, anota que Suárez procede del nombre propio Suero, del bajo latín «Suerius», de «suero», como variante de «sutor» "el que cose" o el "zapatero" (del verbo «suere» "coser", siendo sutor el artesano especializado en coser los zapatos, o zapatero remendón).
En Los Apellidos en Canarias, Carlos Platero Fernández lo da como patronímico derivado del nombre propio Suero, al que atribuye origen germánico, de "sug-hari" o "sud-hari", "Sugerius" o "Sudarius" en las transcripciones notariales de la baja latinidad y que se traduce por "El ejército del sur o del sol". 
Otra teoría dice que el nombre Suero viene de la palabra vasca zubero, que significa olmo.
Próbablemente del adjetivo gótico: 'swers', 'sweran' (Suaro) = honrado, precioso; también 'atar' = 'swereto'; fuerte o pesado = 'swaer'.
Diccionario Gótico [Köbler Gerhard:https://www.koeblergerhard.de/got/got_s.html ]: 
swērs 3, got., Adj. (a): nhd. geehrt, geachtet, gewichtig; ne. honoured, dignified, esteemed; ÜG.: gr. ἔντιμος, εἰς τιμήν; ÜE.: lat. cum honore, habere (= sweran haban), pretiosus; Vw.: s. un-; Q.: Bi (340-380); I.: ? Lbd. gr. σντιμος; E.: germ. *swēritō, *swǣritō, *swēretō, *swǣretō, st. F. (ō), Schwere; vgl. idg. *u̯er- (1), V., Adj., Sb., binden, reihen, aufhängen, schwer, Schnur (F.) (1), Strick (M.) (1), Pokorny 1150, Lehmann S181; B.: Dat. Pl. sweraim 2Tm 2,20 B; Akk. Pl. swerans Php 2,29 A B; Nom. Sg. swers Luk 7,2 CA; L.: Krause, Handbuch des Gotischen 154,1 87.251.50.154 (discusión) 06:58 18 sep 2023 (UTC)[cita requerida]